# 中山路 (高雄市區)

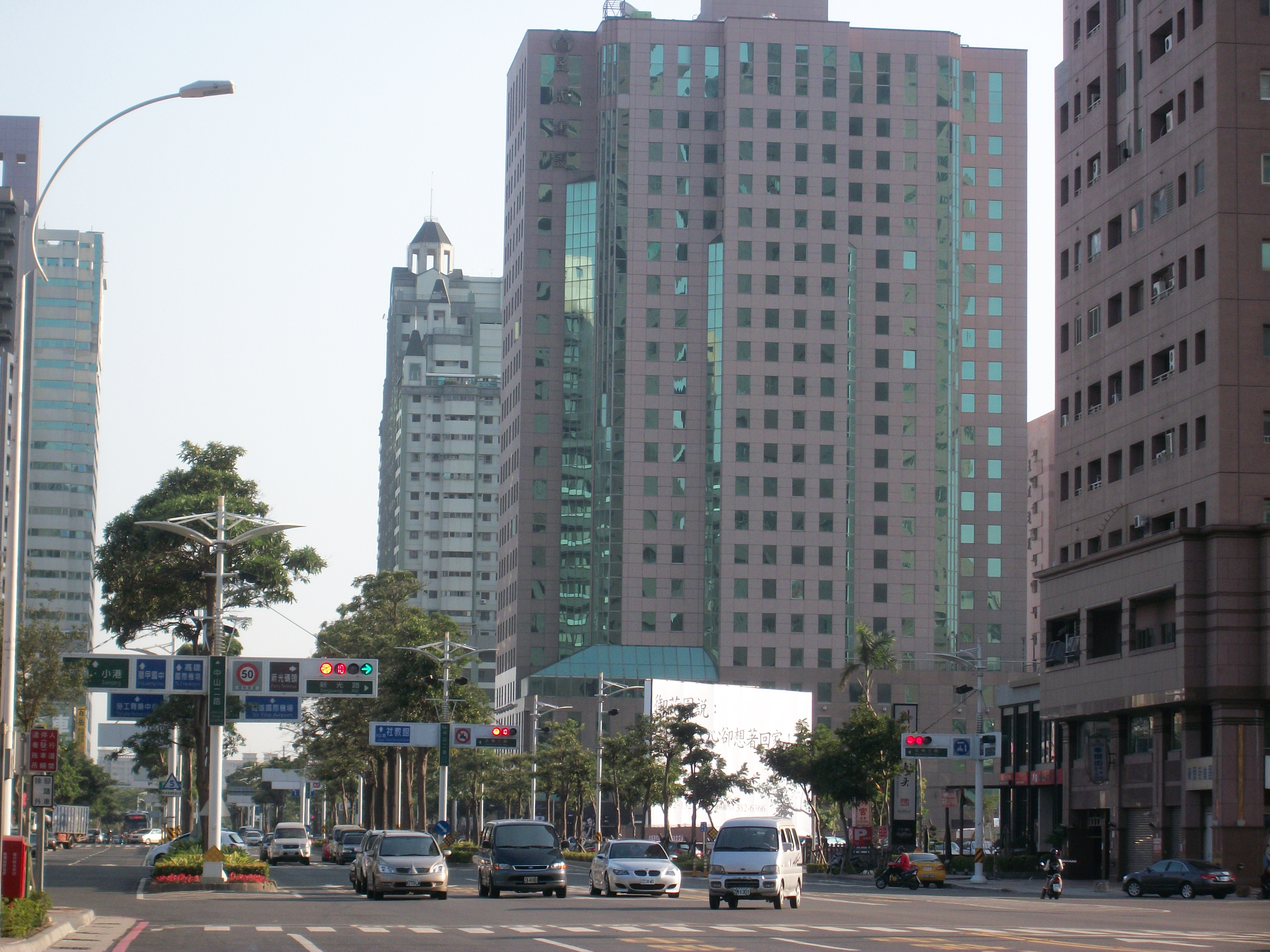
中山二路

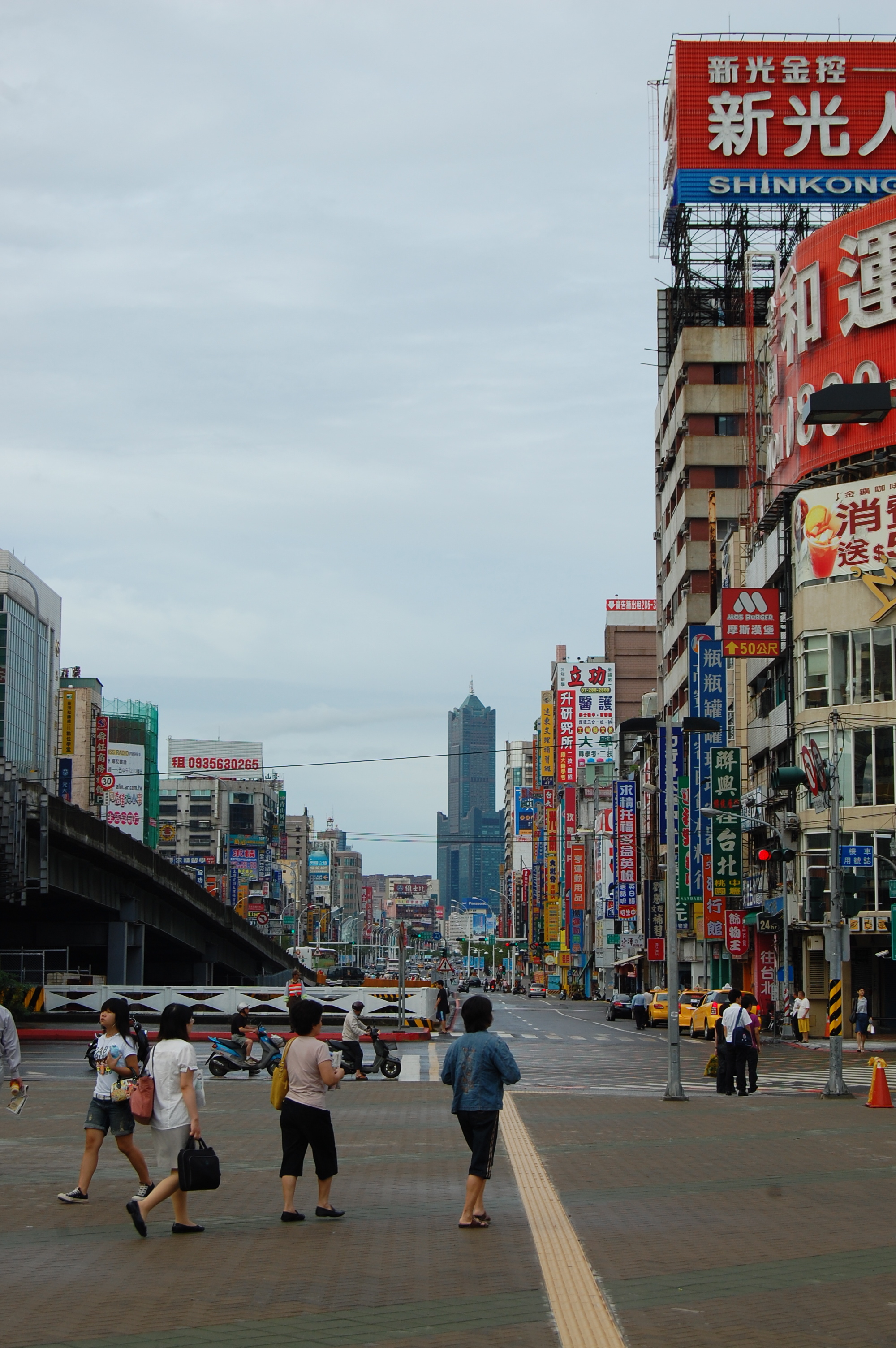
火車站前街景。（2008年）

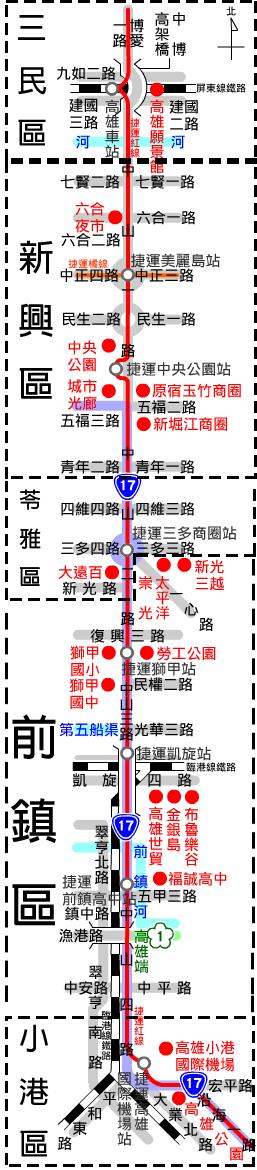
中山路沿線設施

中山路（英語：Jhongshan Rd.）是高雄市最重要的南北向幹道，日治時期稱為昭和通，北以站東路、站西路連接博愛一路，南止於飛機路、宏平路口接沿海一路，其中五福路口至接沿海路往屏東墾丁之路段屬於台17線，全線共分為四個部分。由於中山路貫穿高雄市區，又連接了高雄車站以及高雄國際機場，故為高雄市相當重要的道路。高雄捷運紅線（高雄車站－高雄國際機場站段）即沿著中山路於地下行駛。
另外，高雄市政府將此路闢建成觀光大道，分為兩個部份：美麗島大道（北起高雄車站，南至新光路口）及國際迎賓大道（新光路口至小港國際機場），高雄捷運紅橘線交會站美麗島站的英語廣播即為「美麗島大道」（Formosa Boulevard）。而美麗島大道也與高雄車站北邊的博愛世運大道相連接，成為高雄市代表性的觀光大道之一。

## 行經行政區域
（由北至南）
- 三民區
- 新興區
- 新興區、前金區（重疊）
- 苓雅區
- 前鎮區、鳳山區（重疊）
- 小港區

## 分段
中山路共分為四個部份：
- 中山一路：北抵高雄車站，經站東路連接博愛一路；南於五福路口接中山二路。
- 中山二路：北於五福路口接中山一路，南於復興三路口接中山三路。屬台17線。
- 中山三路：北於復興三路口接中山二路，南於凱旋四路口接中山四路。屬台17線。
- 中山四路：北於凱旋四路口接中山三路，南止於飛機路、宏平路口接沿海一路。屬台17線。

## 沿線設施
（由北至南）
- 中山一路
  -  台鐵 /  紅線 高雄車站（建國二路318號）
  - 國光客運高雄站(316號)
  - 幸福川中山橋
  -  紅線 橘線美麗島站
  - 大港埔圓環（亦稱大圓環、中正路圓環）
  - 高雄醫學大學附設中和紀念醫院牙科第一門診部（36號）
  - 高雄市政府警察局新興分局(100號)
    - 中山路派出所

  - 南華觀光購物街(含新興市場)
  - 中央公園 /  紅線中央公園站
  - 城市光廊
  - 新堀江商圈
  - 原宿玉竹商圈
  - 大統五福店(門牌設於五福二路262號)
  - 五福路
- 中山二路
  - 五福路
  - 中華基督教衛理公會總會高雄衛理堂(564號)
  - 台灣中油加油站中山二路站(569號)
  - 台灣中油大眾加油站（497號）
  -  紅線三多商圈站
  - 高雄大遠百(門牌設於三多四路21號)
  - 佛衛電視(412號8樓)
  - 戲獅甲廣濟宮(217號)
  - 中華經貿大樓(91號)
    - 原住民族電視台南部中心(18樓之2)
    - 中國廣播公司高雄廣播電台（24樓之1）[1]
- 中山三路
  - 捷運獅甲站
  - 勞工公園
    - 勞工公園壘球場
    - 高雄市政府勞工局勞工教育生活中心(132號)

  - 高雄市前鎮區獅甲國民小學(45號)
  - 高雄市立獅甲國民中學(43號)
  - 台塑王氏昆仲公園(39號)
  -  紅線凱旋站
  -  環狀輕軌前鎮之星站
  - 前鎮之星－中山凱旋自行車橋
- 中山四路
  -  環狀輕軌前鎮之星站
  - 前鎮之星－中山凱旋自行車橋
  - 前鎮河臨海橋
  - 五甲三路
  -  紅線前鎮高中站
  - 中山高速公路高雄端
  - SKM Park
  -  紅線草衙站
  - 高雄小港國際機場
  -  紅線高雄國際機場站
  - 高雄國際機場(2號)
    - 高雄國際機場觀景台(2樓)
    - 內政部空中勤務總隊第三大隊

  - 高雄公園
  - 二苓郵局（7號）
  - 宏平路、沿海一路

## 公車資訊
- 中山一路
  - 港都客運
    - 12 小港站－高雄火車站
    - 52 建軍站－高雄火車站
    - 69 小港幹線 小港站－高雄火車站
    - 218 內惟幹線 加昌站－高雄火車站

  - 南台灣客運
    - 248 建軍站－鼓山輪渡站

  - 漢程客運
    - 72 金獅湖站－中正高工

  - 統聯客運（市區公車）
    - 100 百貨幹線 瑞豐站－高雄火車站

  - 高雄客運
    - 60 覺民幹線 捷運鹽埕埔站－長庚醫院－鳥松
    - 224 楠梓－大社－大灣－高雄－歷史博物館(大公路)
    - 8001 高雄－鳳山－林園（經高雄市政府四維行政中心、雄商）
    - 8039 鳳山－五甲－高雄－岡山－茄萣

  - 高雄客運、屏東客運、國光客運聯營
    - 9117「墾丁列車」（經台17線）
      - 高雄客運、屏東客運、國光客運：高雄客運自立站－高雄火車站－高雄國際機場－林園－東港－林邊－枋寮－楓港－恆春－墾丁
- 中山二路
  - 港都客運
    - 12 小港站－高雄火車站
    - 紅21 建軍站（捷運衛武營站）－捷運三多商圈站

  - 南台灣客運
    - 90 民族幹線 捷運三多商圈站－高鐵左營站

  - 高雄客運
    - 224 楠梓－大社－大灣－高雄－歷史博物館(大公路)
    - 8039 鳳山－五甲－高雄－岡山－茄萣

  - 高雄客運、屏東客運、國光客運聯營
    - 9117「墾丁列車」（經台17線）
      - 高雄客運、屏東客運、國光客運：高雄客運自立站－高雄火車站－高雄國際機場－林園－東港－林邊－枋寮－楓港－恆春－墾丁
- 中山三路
  - 港都客運
    - 12 小港站－高雄火車站
    - 69 小港幹線 小港站－高雄火車站

  - 統聯客運（市區公車）
    - 25 瑞豐站－歷史博物館

  - 高雄客運
    - 8039 鳳山－五甲－高雄－岡山－茄萣

  - 高雄客運、屏東客運、國光客運聯營
    - 9117「墾丁列車」（經台17線）
      - 高雄客運、屏東客運、國光客運：高雄客運自立站－高雄火車站－高雄國際機場－林園－東港－林邊－枋寮－楓港－恆春－墾丁
- 中山四路
  - 港都客運
    - 12 小港站－高雄火車站
    - 69 小港幹線 小港站－高雄火車站

  - 高雄客運
    - 8039 鳳山－五甲－高雄－岡山－茄萣

  - 高雄客運、屏東客運、國光客運聯營
    - 9117「墾丁列車」（經台17線）
      - 高雄客運、屏東客運、國光客運：高雄客運自立站－高雄火車站－高雄國際機場－林園－東港－林邊－枋寮－楓港－恆春－墾丁

  - 和欣客運
    - 7503 高雄小港國際機場－高雄－國道一號－嘉義

## 公共自行車
- 高雄市公共自行車租賃系統：
  - 中山河北一路口：中山一路/河北一路(東南側)
  - 中山八德路口西南側：中山一路279號前方
  - 中山七賢路口西南側：中山一路223號前方
  - 捷運美麗島站(9號出口)：中山一路153號
  - 捷運美麗島站(10號出口)：中山一路168號前方
  - 捷運美麗島站(2號出口)：中山一路83號旁停車場前方
  - 中山民生圓環：中山民生路口西北側
  - 捷運中央公園站(3號出口)：中山一路/民生二路口東南側
  - 捷運中央公園站(2號出口)：捷運中央公園站2號出口後方
  - 捷運中央公園站(1號出口)：中山一路2號西側
  - 中山五福路口西北側：中山一路/五福二路口西北側
  - 中山青年路口西北側：中山二路507號前方
  - 中山苓雅二路口：中山二路/苓雅二路(西北側)
  - 中山四維四路口：中山二路455號(前人行道)
  - 捷運三多商圈站(7號出口)：中山二路333號(前)
  - 捷運三多商圈站(6號出口)：中山二路/三多三路(東北側)
  - 捷運三多商圈站(5號出口)：中山二路276號(旁)
  - 捷運三多商圈站(3號出口)：中山二路/一心二路(東南側)
  - 捷運三多商圈站(2號出口)：中山二路/新光路口西北側
  - 新光中山路口：新光路1號(對面綠園道)
  - 捷運獅甲站(3號出口)：中山三路150號(捷運獅甲站3號出口旁)
  - 捷運獅甲站(4號出口)：中山三路45號(捷運獅甲站4號出口旁)
  - 捷運獅甲站(2號出口)：中山三路132號(捷運獅甲站2號出口旁)
  - 正勤停車場：中山三路116號(對面人行道)
  - 民瑞中山三路口：民瑞街/中山三路(東南側)
  - 中山時代大道口(西北角)：中山三路/時代大道口(西北角)
  - 捷運凱旋站(2號出口)：中山三路凱旋四路口(東北側人行道)
  - 輕軌前鎮之星站：中山三路/凱旋四路(東北角)
  - 捷運草衙站(2號出口)：中安路1-1號前
  - 捷運高雄國際機場站(1號出口)：中山大業北路口東側
  - 高雄公園(中山四路)：中山四路33號(旁高雄公園人行道)